# Dolmen im Département Maine-et-Loire

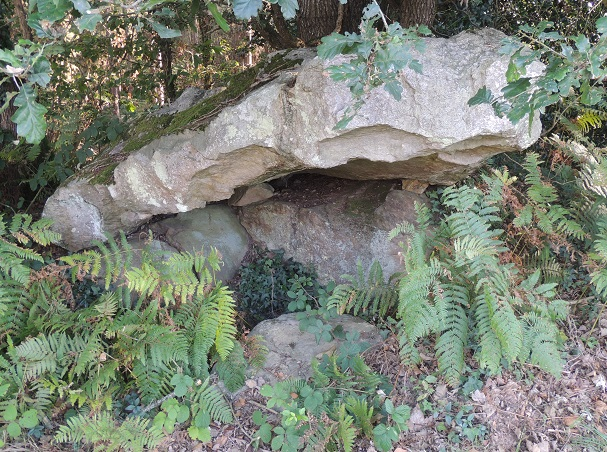
Dolmen de la pierre du Crapeau

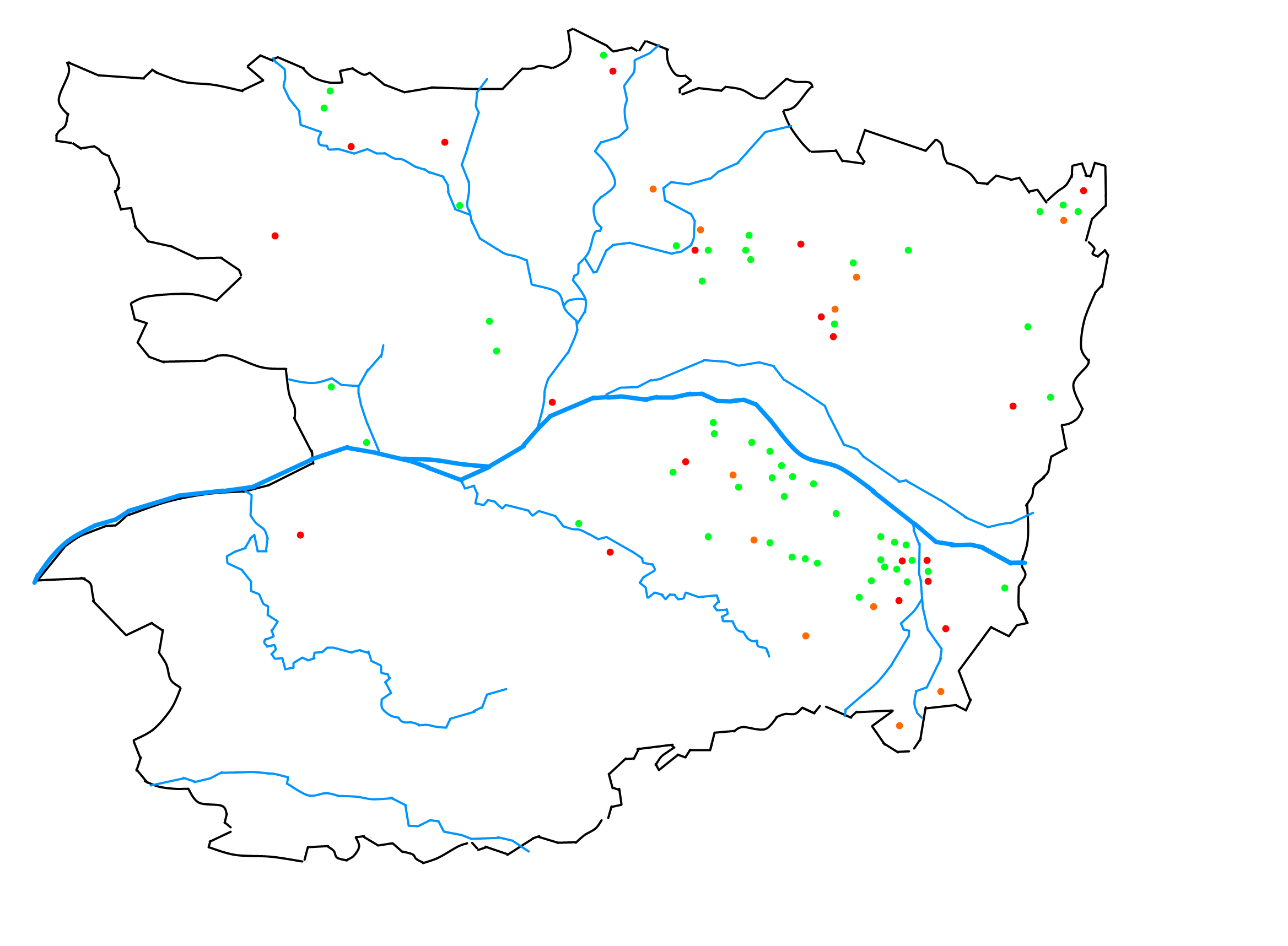
Verbreitung von Dolmen in Maine-et-Loire – grün sind erhaltene Anlagen

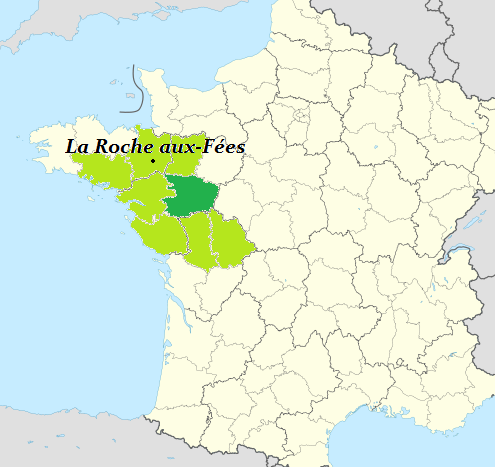
Verbreitung der Dolmen vom Typ angevin - dunkelgrün = Zentrum im Département Maine-et-Loire

Die Dolmen im Département Maine-et-Loire werden in sechs Kategorien eingeteilt. Die meisten Dolmen im Département Maine-et-Loire liegen im etwa deckungsgleichen historischen Anjou, im unteren Tal der Loire, am Kreuzungspunkt megalithischer Einflüsse zwischen Aremorica (Allée couvertes bretonnes) und dem Pariser Becken (Allées S-O-M, der Seine-Oise-Marne-Kultur). Dolmen ist in Frankreich der Oberbegriff für neolithische Megalithanlagen aller Art (siehe: Französische Nomenklatur).

## Einteilung der Dolmen
- Cairns mit mehreren Kammern: 1997 wurde westlich eines Hofes unterhalb der Reste der alten Burg von Angers ein um 4500 v. Chr. errichteter Cairn aus Schieferplatten ausgegraben. Er barg vier oder fünf Kammern und hatte einen Durchmesser von etwa 17 Metern.

- Einfache Dolmen; Bei den fast quadratischen oder rechteckigen Dolmen simple ruht ein Deckstein auf einigen Tragsteinen. Im Anjou entsprechen fünf bestimmbare erhaltene Dolmen diesem Typ.

1. Pierre du Crapeau (auch des Fées, La Huche du Diable, Pierre-du-Crapeauch) in Baugé (Bild);
2. Pierre couverte de la Planche oder Dolmen von Gué au Poirier in Broc
3. Dolmen de l’Aurière (und Menhir) in Chigné
4. Dolmen de la Maison des Fées in Miré;
5. Pierre du Ruau in Saulgé-l’Hôpital.

- Polygonale Dolmen: Ähnlich wie die Dolmen simple, aber allgemein größer, mit mehr Tragsteinen, die Winkel bilden und ihnen ein polygonales Aussehen verleihen.

1. Pierre couverte von Montbenault, in Beaulieu-sur-Layon;
2. Dolmen des Mollières, in Beauvau
3. Dolmen des Varennes de Cumeray 1, bei Le Thoureil.
4. Dolmen Chantepierre, in Broc

- Allées couvertes bestehen aus mehreren Decksteinen, die auf einigen aufrechten Tragsteinen ruhen und einen langen und schmalen Raum begrenzen. Zwei dieser Denkmäler liegen bei Champtocé-sur-Loire:

1. Dolmen du Champ-du-Ruisseau
2. Dolmen de la Romme.

- Megalithossuarien oder Hypogäen werden als halb unterirdisches Denkmal definiert, das in den Felsen gegraben wurde, um als Kollektivbestattungsplatz zu dienen. Die Beinhäuser von Brézé und Courléon sowie das Hypogäum von Bois-Brard in Saint-Hilaire-Saint-Florent bei Saumur sind vollkommene Beispiele.

- Als Dolmen vom Typ Angevin bezeichnet man breite, teils auch hohe, rechteckige Kammern mit einem schmaleren und niedrigeren Trilithenportal. Sie werden in zwei Kategorien unterteilt. Der kurze quadratische oder fast quadratische Typ A. Der langrechteckige Typ B mit Zugang im Osten, oft genau im Südosten. Der Typ B ist die häufigste Dolmenart in der Region: Sie macht 42 % der Dolmen aus, von denen wiederum 55 % in der Region Saumur zu finden sind. Beispiele sind:

1. Pierre Couverte d’Avort
2. Pierre Couverte de Saugré
3. Pierre Couverte du Mousseau

15 Dolmen in Maine-et-Loire sind aufgrund ihres Erhaltungszustandes nicht klassifizierbar.

## Ressourcen
Es besteht ein Zusammenhang zwischen der Anzahl der Dolmen in einem Gebiet und dem verfügbaren Steinmaterial. Daher besteht die überwiegende Mehrheit der Megalithen im Departement aus senonisch-eozänem Sandstein. Die Sandsteinbänke liegen in den Hängen, insbesondere am Rand der Loire. Sie sind relativ leicht zu entnehmen und ermöglichen es, Dolmen zu errichten. Dies ist der Grund für die 34 hangliegenden Dolmen. Besonders um Segré gibt es auch silurischen Sandstein. In den Mauges dominieren die Eruptionsfelsen (Granit; wie beim Menhir La Grande Pierre Levée de la Bretelliére). Schließlich gibt es im Nordosten des Baugeois Denkmäler aus Meulière (dt. Mühlstein).